# ديلفينا ميرينو
ديلفينا ميرينو (مواليد 15 أكتوبر 1989) هي لاعبة هوكي حقل أرجنتينية، حصلت على الميدالية الفضية مع منتخب الأرجنتين في أولمبياد 2020.

## روابط خارجية
- ديلفينا ميرينو على موقع الاتحاد الدولي للهوكي (الإنجليزية)
- ديلفينا ميرينو على موقع اللجنة الأولمبية الدولية (الإنجليزية)
- ديلفينا ميرينو على موقع أوليمبيديا (الإنجليزية)
- ديلفينا ميرينو على موقع اللجنة الأولمبية الأرجنتينية (الإسبانية)